# Hovhannes VII (ormiański patriarcha Konstantynopola)
Hovhannes VII (ur. ?, zm. ?) – w latach 1707–1708 47. ormiański Patriarcha Konstantynopola.